# Siam Square

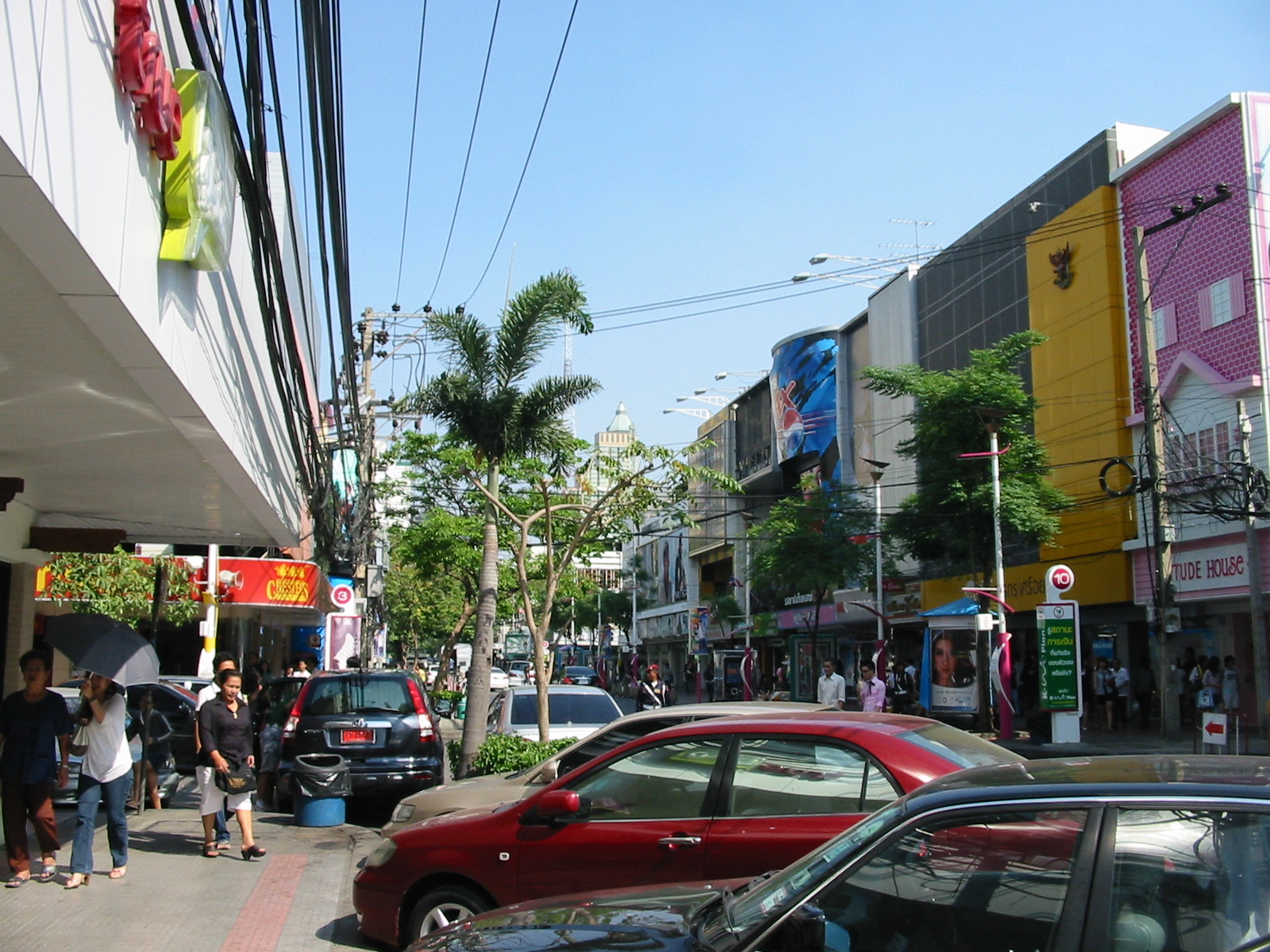
Siam Square

Siam Square สยามสแควร์, är shoppingområde som ligger i centrala Bangkok, Thailand. Det är ett modernt shoppingområde med flera stora varuhus som Siam Center, Siam Discovery Center, MBK Center och Siam Paragon. Vid Siam Square finns en rad affärer bokhandlar, internetcaféer, snabbmatsrestauranger och en del ambassader.